# Facultatea de Inginerie în Limbi Străine (Universitatea Politehnica din București)
Facultatea de Inginerie în limbi străine (FILS) este facultate în cadrul Universității Naționale de Știință și Tehnologie Politehnica București, înființată în anul 2002. Facultatea oferă programe de studiu în trei limbi internaționale: engleză, germană și franceză.

## Ofertă educațională

### Studii de licență
Studiile de licență durează 4 ani.
- Calculatoare și tehnologia informației
  - Specializare: Ingineria informației ( en /fr )
  - Specializare: Internetul dispozitivelor inteligente ( en /fr )
- Inginerie electronică, telecomunicații și tehnologii informaționale
  - Specializare: Electronică aplicată ( en /fr /de )
- Inginerie mecanică ( en /fr )
- Inginerie chimică
  - Specializare: Știința polimerilor (en )
  - Specializare: Chimie organică (en )
- Inginerie și management
  - Specializarea: Inginerie economică în domeniul mecanic (de )
- Inginerie industrială
  - Specializarea: Informatică aplicată în inginerie industrială (de )

### Studii de masterat
Studiile de masterat durează 2 ani.
- Administrarea afacerilor și inginerie (en )
- Ingineria software (en )
- Biomateriale pentru ingineria țesuturilor (en )
- Procesarea și proiectarea avansată a materialelor (en )
- Management, inovație și tehnologiile sistemelor colaborative (fr )
- Ingineria sistemelor industriale (fr )
- Tehnologii pentru traducere automată (fr )
- Excelență sustenabilă în afaceri și leadership în industrie (de )
- Administrarea afacerilor și a industriei (de )